# Frederick Augustus Woodard

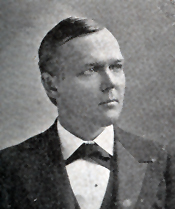
Frederick Augustus Woodard

Frederick Augustus Woodard ([ˈwʊdɑːrd] ; * 12. Februar 1854 bei Wilson, North Carolina; † 8. Mai 1915 ebenda) war ein US-amerikanischer Politiker. Zwischen 1893 und 1897 vertrat er den Bundesstaat North Carolina im US-Repräsentantenhaus.

## Werdegang
Frederick Woodard besuchte private Schulen in seiner Heimat. Nach einem anschließenden Jurastudium und seiner 1873 erfolgten Zulassung als Rechtsanwalt begann er in Wilson in diesem Beruf zu arbeiten. Gleichzeitig wurde er im Bankgewerbe tätig. In dieser Branche brachte er es bis zum Vizepräsidenten der First National Bank of Wilson. Politisch war Woodard Mitglied der Demokratischen Partei. Im Jahr 1884 kandidierte er noch erfolglos für den Kongress.
Bei den Kongresswahlen des Jahres 1892 wurde Woodard dann aber im zweiten Wahlbezirk von North Carolina in das US-Repräsentantenhaus in Washington, D.C. gewählt, wo er am 4. März 1893 die Nachfolge von Henry P. Cheatham antrat. Nach einer Wiederwahl im Jahr 1894 konnte er bis zum 3. März 1897 zwei Legislaturperioden im Kongress absolvieren. Bei den Wahlen des Jahres 1896 unterlag Woodard dem Republikaner George Henry White. Nach seinem Ausscheiden aus dem US-Repräsentantenhaus praktizierte er wieder als Anwalt in Wilson, wo er am 8. Mai 1915 starb.